# Angelo Viva

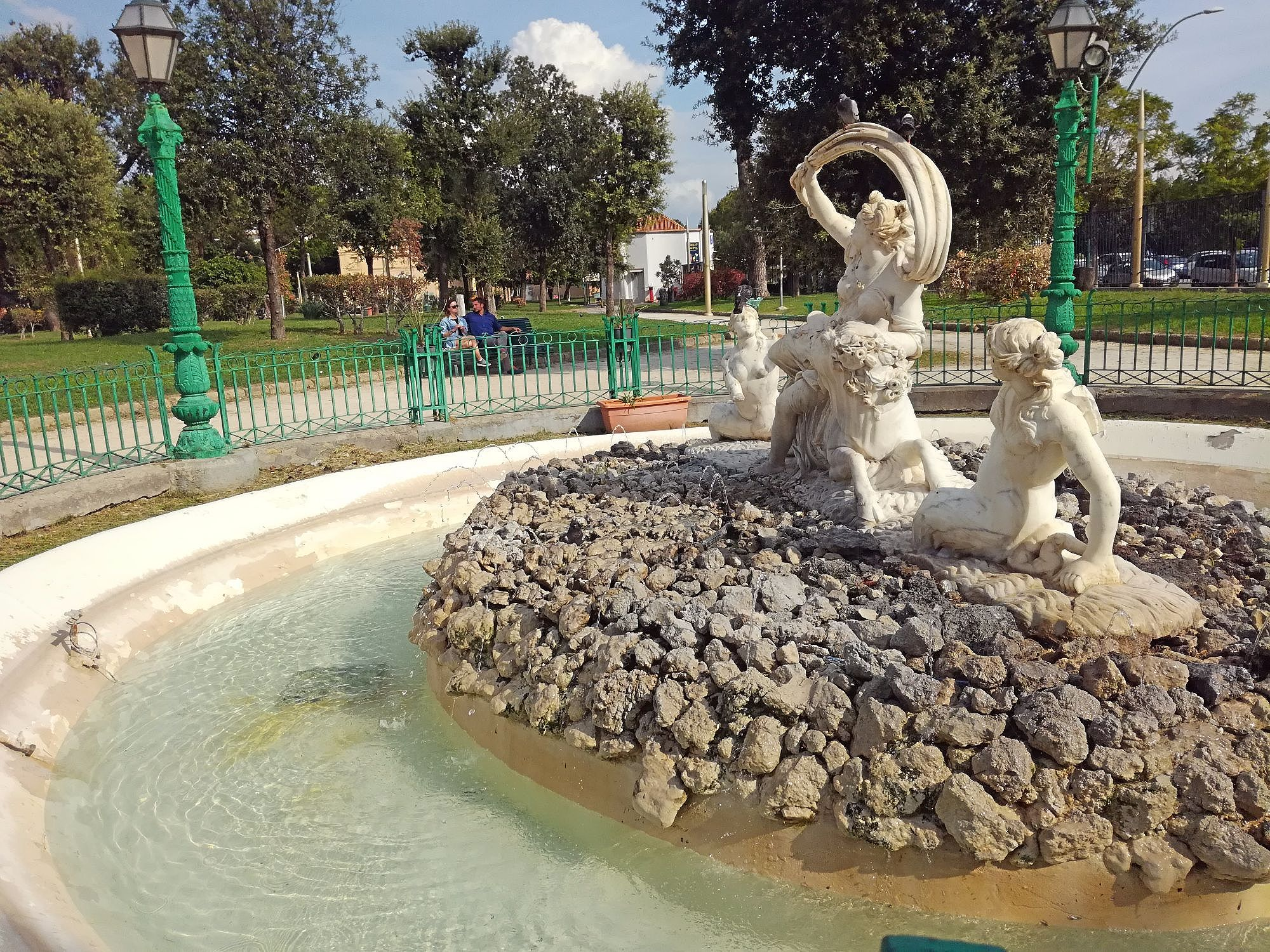
La fontana del ratto di Europa

Angelo Viva (Napoli, 1748 – Napoli, 27 febbraio 1837) è stato uno scultore italiano.

## Biografia
Studiò arte nella sua città passando poi nella bottega dello scultore Giuseppe Sanmartino del quale divenne un seguace di una certa rinomanza.
Nonostante una lunga carriera durata circa cinquant'anni, non sono molte le sue opere che vengono considerate di valore da parte della critica. Vengono ricordati Angeli che portano una torcia inseriti nell'altare della Basilica di San Paolo Maggiore di Napoli, eseguiti su disegno di Ferdinando Fuga, e degli stucchi nella Basilica della Santissima Annunziata Maggiore a Napoli.
Sue importanti opere sono il gruppo statuario della fontana del Ratto di Europa, le statue degli Evangelisti nella cappella Pappacoda, le decorazioni dell'obelisco di Portosalvo e il monumento funebre di Giovanni Paisiello oggi visibile nella chiesa di Santa Maria Donnalbina. Ha inoltre effettuato un restauro della statua del dio Nilo.